# Giovanni Cantacuzeno (ufficiale)
Giovanni Cantacuzeno (... – 17 settembre 1176) è stato un militare bizantino era un ufficiale dell'esercito, visse nel XII secolo e fu figlio o nipote del drungario Cantacuzeno (egli apparteneva alla famiglia dei Cantacuzeni).
Sposò Maria Comnena, figlia del sebastocratore Andronico I Comneno (1182-1185) e nipote del basileus Manuele I Comneno (1143-1180) ed ebbe un figlio che chiamò Manuele Cantacuzeno.
Morì nella campagna dell'imperatore bizantino Manuele I Comneno, contro i turchi selgiuchidi, nel 1176.